# Angitula longicornis
Angitula longicornis är en tvåvingeart som beskrevs av Günther Enderlein 1936. Angitula longicornis ingår i släktet Angitula och familjen bredmunsflugor. Inga underarter finns listade i Catalogue of Life.